# Radioåret 2011

## Händelser

### Januari
- 4 - Toyota avslöjar Entune, ett multimediasystem för kommunikation och underhållning i bilar som först blir tillgängligt på utvalda bilar av 2011 års modell. Apparaten skall bestå av Bing-sökmotor, Pandora, HD Radio, XM, och iHeartradio, samt CD-spelare och USB-förbindelse.[1]

### December
- 1-24 december – Allt du önskar är Sveriges Radios julkalender.

## Avlidna
- 5 januari – Assar Rönnlund, 75, svensk längdskidåkare och radioprofil.[2]
- 16 augusti – Lennart Gårdinger, 66, svensk radioprogramledare.[3]

### Fotnoter
1. ↑  "New Toyota Entune System Includes Pandora, HD Radio, iHeartRadio" från All Access (4 januari 2011)
2. ↑  ”Assar Rönnlund har avlidit”. SVD.se. 5 januari 2011. http://www.svd.se/sport/assar-ronnlund-har-avlidit_5847979.svd. Läst 5 juni 2013.
3. ↑  ”Radioprofilen Lennart Gårdinger död”. Aftonbladet.se. 18 augusti 2011. http://www.aftonbladet.se/nyheter/article13491121.ab. Läst 5 juni 2013.